# Amendoeira (São Gonçalo)
Amendoeira é um bairro do segundo distrito (Ipiíba) do município de São Gonçalo, na Região Metropolitana do Rio de Janeiro, no estado do Rio de Janeiro.

## O Bairro
O bairro localiza-se no município de São Gonçalo, fazendo parte do distrito de Ipiíba, que é o segundo distrito de São Gonçalo.
As principais vias do bairro são: Rua Felipe Mascarenhas, Rua Nazário Machado, Rua João Capistrano de Abreu e a Estrada das Pedrinhas.
Sua população é constituída de 14.911 habitantes.
Conforme o censo do IBGE de 2010, a População masculina, representa 7.184 habitantes, e a população feminina, 7.727 habitantes.
Amendoeira faz limites com os seguintes bairros: Coelho, Raul Veiga, Miriambi, Lagoinha e Tiradentes.
Situa-se no bairro entre as ruas Názario Machado e Felipe Mascarenhas a "Montagens Industriais Renaste Ltda", empresa conhecida no bairro pela sua principal sigla Renaste, sendo uma empresa privada fundada em 1993 de serviços de montagens correlatos.

## Comércio
O comércio do Amendoeira é constituído de pequenos mercados, sacolões, padarias, bares, lojas de produtos de construções, em geral comércios de pequenos e médios portes.                                                                                                                                                                                                                                                                                            O comércio local é distribuído pelas principais vias do bairro, todavia, limitado ao pequeno bairro.

## Lazer
No bairro encontra-se um grande campo de futebol para atividades esportistas e de lazer, pertencendo a CECOMA (Centro Comunitário dos Moradores da Amendoeira), onde realiza-se reuniões, festas, pequenos campeonatos de futebol e festivais de pipas.

## Turismo
Localiza-se no bairro da Amendoeira o famoso Monte das Oliveiras, importante ponto religioso de evangélicos para cultos religiosos e orações.

## Clima
O clima da Amendoeira é o que é visto em todo município de São Gonçalo, ameno e seco (30° a 70º).